# Athing Mu
Athing Mu, född 8 juni 2002, är en amerikansk friidrottare som tävlar i medeldistanslöpning.

## Karriär
Vid de olympiska sommarspelen 2020 vann hon guld på 800 meter. Hon ingick även i USAs stafettlag som vann guld på 4 x 400 meter. Vid världsmästerskapen i friidrott 2022 i Eugene tog hon guld på 800 meter. Vid världsmästerskapen i friidrott 2023 i Budapest tog hon brons på 800 meter.